# Naturschönheiten in Österreich
Naturschönheiten in Österreich ist eine Sondermarkenserie von Österreich, welche von 1984 bis 2001 erschienen ist. Jede Marke zeigt eine österreichische Naturschönheit.

## Markenformat
- Querformat

## Zähnung
- Kammzähnung

## Entwurf
- Adalbert Pilch
- Ferdinand Dorner
- Helga Herger
- Peter Sinawehl
- Adolf Tuma

## Stich
- Annemarie Kalina
- Kurt Leitgeb
- Alfred Nefe
- Gerhart Schmirl
- Rudolf Toth

## Druck
Die Österreichische Staatsdruckerei verwendete Stichtiefdruck und Rastertiefdruck als Kombinationsdruck. Die Marken wurden in Bögen zu je 50 Stück gedruckt.

## Auflagezahlen
Die Auflagenzahlen bewegten sich zwischen 2.700.000 und 5.000.000 Stück je Ausgabe.

## Besonderheiten
Von 1984 bis 2001 wurde jedes Jahr eine Marke herausgegeben, außer 1985, wo keine verausgabt wurde. In den Jahren 1984, 1986 und 1987 wurden zwei Marken aufgelegt.

## Marktwert
Die Marken sind im postfrischen Zustand wertvoller, als gebrauchte bzw. gestempelte, da durch die häufige alltägliche Verwendung ein großer Bestand vorhanden ist.
Wie bei den meisten Briefmarken, ist der Wert aus den Briefmarkenkatalogen jedoch auch hier sehr stark überzeichnet, vor allem, wenn in größeren Mengen (Kiloware) gehandelt wird. Der Preis in den Katalogen kann aber als Vergleichswert zwischen Briefmarken herangezogen werden.
Durch die Euro-Einführung verloren die Marken mit Schillingwerten deutlich an Wert, da diese nach einer Übergangszeit, wo ein Umtausch möglich war, nun nicht mehr frankaturgültig sind.
Beim gestempelten Zustand ist der Preis sehr stark von der Qualität und der Lesbarkeit des Stempels (Datum, Ort, Postleitzahl) abhängig. Komplette Sätze mit schönen Stempeln werden teurer gehandelt.

## Liste der Ausgaben
| Werte in Schilling | Motiv                                      | Bundesland               | Farbe      | Ausgabedatum      | Auflagenzahl | ANK-Nr. | Mi.-Nr. |
| ------------------ | ------------------------------------------ | ------------------------ | ---------- | ----------------- | ------------ | ------- | ------- |
| 4,00               | Blockheide Eibenstein                      | Niederösterreich         | mehrfarbig | 26. Juni 1984     | 3.600.000    | 1817    | 1784    |
| 4,00               | Neusiedlersee                              | Burgenland               | mehrfarbig | 13. August 1984   | 3.600.000    | 1818    | 1788    |
| 5,00               | Martinswand – Zirl                         | Tirol                    | mehrfarbig | 13. Juni 1986     | 3.350.000    | 1882    | 1851    |
| 5,00               | Tschaukofall – Tscheppaschlucht – Ferlach  | Kärnten                  | mehrfarbig | 4. Juli 1986      | 3.350.000    | 1884    | 1853    |
| 5,00               | Dachstein-Rieseneishöhle                   | Oberösterreich           | mehrfarbig | 11. Juni 1987     | 3.250.000    | 1918    | 1887    |
| 5,00               | Gauertal – Montafon – Rätikon              | Vorarlberg               | mehrfarbig | 21. August 1987   | 3.250.000    | 1926    | 1896    |
| 5,00               | Krimmler Wasserfälle                       | Salzburg                 | mehrfarbig | 19. August 1988   | 3.800.000    | 1963    | 1932    |
| 5,00               | Prater - Lusthauswasser                    | Wien                     | mehrfarbig | 1. September 1989 | 2.930.000    | 1999    | 1968    |
| 5,00               | Südsteirische Weinstraße                   | Steiermark               | mehrfarbig | 27. April 1990    | 2.800.000    | 2018    | 1985    |
| 5,00               | Obir-Tropfsteinhöhlen                      | Kärnten                  | mehrfarbig | 26. März 1991     | 4.700.000    | 2054    | 2023    |
| 5,00               | Hohler Stein – Klostertal                  | Vorarlberg               | mehrfarbig | 5. Februar 1992   | 4.500.000    | 2082    | 2051    |
| 6,00               | Wilder Kaiser                              | Tirol                    | mehrfarbig | 19. Februar 1993  | 4.500.000    | 2120    | 2089    |
| 6,00               | Lurgrotte – Semriach – Peggau              | Steiermark               | mehrfarbig | 29. April 1994    | 2.900.000    | 2154    | 2123    |
| 6,00               | Wald- und Moorlehrpfad in Heidenreichstein | Niederösterreich         | mehrfarbig | 19. Mai 1995      | 2.900.000    | 2188    | 2156    |
| 6,00               | Eiskögele                                  | Salzburg, Kärnten, Tirol | mehrfarbig | 29. Mai 1996      | 2.900.000    | 2214    | 2183    |
| 6,00               | Nussberg – Leopoldsberg                    | Wien                     | mehrfarbig | 21. Februar 1997  | 4.000.000    | 2242    | 2211    |
| 7,00               | Nationalpark Kalkalpen                     | Oberösterreich           | mehrfarbig | 23. Januar 1998   | 5.000.000    | 2271    | 2242    |
| 7,00               | Stinglfelsen - Böhmerwald                  | Oberösterreich           | mehrfarbig | 19. März 1999     | 2.900.000    | 2305    | 2274    |
| 7,00               | Weißsee                                    | Salzburg                 | mehrfarbig | 9. Mai 2000       | 2.800.000    | 2345    | 2310    |
| 7,00               | Bärenschützklamm                           | Steiermark               | mehrfarbig | 4. Mai 2001       | 2.700.000    | 2376    | 2342    |